# Chylothorax
Chylothorax – termin medyczny, określający obecność chłonki w jamie opłucnowej, spowodowaną najczęściej zablokowanym lub uszkodzonym przewodem piersiowym. W polskiej literaturze używany bywa zamiennie polski termin „chłonkotok”, jednak odnosi się on ogólnie do wycieku chłonki (ang. lymphorrhoea), także gdy nie dostała się ona do jamy opłucnej.
Najczęstszą przyczyną występowania chylothorax są nowotwory (około 50%) z czego 60% stanowią chłoniaki. 25% przypadków powstaje wskutek urazów: jatrogennych (zabiegi operacyjne w obrębie klatki piersiowej) oraz niejatrogennych (tępe i penetrujące urazy klatki piersiowej). Chylothorax występuje jako powikłanie zabiegów kardiochirurgicznych oraz torakochirurgicznych w 0,2–1% przypadków.
Pierwszy opis występowania pourazowego chylothorax pochodzi z 1875, natomiast w 1948 po raz pierwszy wykonano operacyjne podwiązanie przewodu piersiowego.

## Diagnostyka
Objawy są mało charakterystyczne i pojawiają się zwykle dopiero po kilku dniach. Chory zwykle odczuwa duszność, której towarzyszy przyspieszenie oddychania (tachypnoe). Może występować także hipotensja, ból opłucnowy lub suchy kaszel.
Obecność płynu w jamie opłucnowej powoduje objawy, które można stwierdzić w badaniu fizykalnym. Świadczy o nim ściszenie lub zniesienie szmerów oddechowych i drżenia głosowego oraz stłumienie odgłosu opukowego. Można go wykazać różnymi technikami obrazowania, takimi jak RTG klatki piersiowej, ultrasonografia czy tomografia komputerowa, żadne z tych badań nie umożliwia jednak określenia jego składu. Konieczna do tego jest torakocenteza, w trakcie której uzyskuje się płyn do badania. W przypadku chylothorax zwykle jest on gęsty, o mlecznym zabarwieniu, jednak nie musi taki być. O tym, że badanym płynem jest chłonka, świadczy stężenie trójglicerydów w płynie przekraczające 110 mg/dL i stosunek stężenia cholesterolu do trójglicerydów mniejszy niż 1,0, a w przypadku stężenia trójglicerydów mniejszego niż 110 mg/dL – obecność chylomikronów.

## Leczenie
Stosuje się leczenie zachowawcze lub operacyjne. Leczenie zachowawcze może okazać się wystarczające w przypadkach o przyczynie urazowej, ponieważ w około 50% dochodzi w nich do samoistnego zamknięcia przewodu piersiowego, zwłaszcza gdy wyciek chłonki jest niewielki. Polega ono na drenażu jamy opłucnej w celu usuwania zgromadzonego w niej płynu, uzupełnianiu płynów i elektrolitów w celu zapobiegania odwodnieniu, a także diecie ubogiej w tłuszcze, a nawet całkowitym żywieniu pozajelitowym w celu zmniejszenia produkcji chłonki. Leczenie chirurgiczne stosuje się, jeżeli wyciek chłonki jest bardzo intensywny lub utrzymuje się po dwóch tygodniach leczenia zachowawczego, a także w przypadkach chylothorax będącego powikłaniem ezofagektomii, chylothoraksu otorbionego, niedodmy płuca, immunosupresji lub powikłań metabolicznych. Metodami leczenia chirurgicznego są podwiązanie przewodu piersiowego, zespolenie go z żyłą ramienno-głowową, odkorowanie płuca, założenie zastawki opłucnowo-otrzewnowej, wycięcie opłucnej ściennej, pleurodeza jamy opłucnej. Jeżeli przyczyną jest nowotwór, samo leczenie zachowawcze zwykle nie przynosi poprawy. W takich przypadkach stosuje się leczenie operacyjne, a także chemio- lub radiochemioterapię, opisywanie są także korzystne efekty stosowania somatostatyny u dzieci.